# Світова мережа біосферних заповідників

Мапа мережі станом на 2007 рік: темно-темно-зелений— більше 35 заповідників, темно-зелений— від 20 до 34, зелений— від 15 до 19, світло-зелений— від 10 до 14, світло-світло-зелений— від 5 до 9, жовтий— від 1 до 4. Транснаціональні заповідники рахуються кілька разів.

Світова мережа біосферних заповідників (англ. World Network of Biosphere Reserves) — мережа біосферних заповідників міжнародного значення під патронажем ЮНЕСКО, встановлена на Міжнародній конференції з біосферних заповідників (англ. International Conference on Biosphere Reserves) в Севільї в 1995 році.
На даний момент (2019 рік) існує 686 біосферних резерватів в 122 країнах по цілому світі, в тому числі 20 транскордонних об'єктів. В деяких джерелах біосферні резервати називають біосферними заповідниками.

## Кількісний поділ
Країни на території яких нараховується більше ніж 10 заповідних резерватів (станом на 2013 рік).

## Історія створення мережі
Ідея створення спеціальних зон, в яких можна займатися не тільки збереженням біологічного різноманіття, а й моніторингом екологічних процесів, з'явилася майже відразу. У 1974 році в США був заснований перший біологічний резерват, основною діяльністю якого було проведення довгострокових досліджень (по базі даних програми перші біосферні заповідники з'явилися в 1976 році). У 1976 році було визначено поняття біосферного резервату. Перші біологічні заповідники відкривалися на базі вже існуючих природоохоронних територій, переважно національних парків і заповідників, де стали проводитися наукові дослідження під егідою МАБ. Відповідно, вони практично не виконували функції співпраці і у них була відсутня перехідна зона
У 1983 році в Мінську , СРСР, пройшов перший Конгрес з біосферних резерватів, в результаті якого був вироблений детальний план розвитку .
У 1992 році на саміті «Планета Земля» в Ріо-де-Жанейро була прийнята конвенція про біологічне різноманіття, яка підтвердила необхідність глобального аналізу соціальних та економічних проблем разом з проблемами навколишнього середовища. Конвенція представила екосистемний підхід і сформулювала ідею залучення місцевого населення у збереження і розвиток місцевого навколишнього середовища.
Севільська конференція ЮНЕСКО в 1995 році сформувала Севільську стратегію і прийняла Положення про біосферні резервати. У положенні визначаються процеси формування мережі, номінації, затвердження і виключення резерватів, періодичні перегляди діяльності. Севільська стратегія стала основоположним документом у роботі програми .

### Динаміка кількості біосферних резерватів у світі
| Рік  | Кількість біосферних резерватів | Кількість країн учасниць |
| ---- | ------------------------------- | ------------------------ |
| 1976 | 59                              | 8                        |
| 1981 | 200                             | 55                       |
| 2009 | 533                             | 107                      |
| 2013 | 621                             | 117                      |
| 2014 | 631                             | 119                      |
| 2016 | 669                             | 120                      |
| 2019 | 686                             | 122                      |

## Визначення біосферного резервату
Ще в 1970 — х роках фахівці ООН запропонували для біосферних резерватів концепцію зонування, яка полягає у створенні трьох спеціальних зон: ядро, буферна зона і транзитна зона. Ядро, або основна територія, — найменш порушена екосистема. Воно користується довгостроковій захистом і дозволяє зберігати біологічну різноманітність. У ядрі проводяться дослідження й інша діяльність яка не вносить великих порушень, наприклад, освітня. У біосферному заповіднику може бути одна або кілька основних територій (кластерний тип ядра). Буферна зона розташовується навколо ядер або примикає до них. Вона використовується для здійснення екологічно безпечної діяльності, наприклад, екотуризму, а також прикладних та фундаментальних досліджень. Буферна зона повинна бути чітко визначена. Транзитна зона, або господарська зона, допускає розміщення населених пунктів і деяку сільськогосподарську діяльність. У господарській зоні місцеві адміністрації та інші організації працюють спільно з метою раціонального управління і стійкого відтворення ресурсів.
Збереження біорізноманіття в зоні з найбільш суворим природоохоронним режимом є основним результатом зонування. У буферній зоні існують менш жорсткі обмеження природокористування, а в транзитній зоні обмеження стосуються тільки певних форм діяльності, які можуть завдати непоправної шкоди природним комплексам, які охороняються у біосферних резерватах. Співробітники резервату не мають повноважень здійснювати контроль за землекористуванням в господарській зоні. Переговори носять добровільний характер, заснований на взаємному визнанні інтересів. У разі виникнення протиріч при відсутності законодавчої бази захист біосферних резерватів з боку держави в господарській зоні практично неможлива.

## Включення до мережі
Згідно 3 статті Положення, для включення в міжнародну мережу кожен біосферний заповідник повинен виконувати ряд взаємодоповнюючих функцій: збереження, розвитку і науково-технічну функцію.
Біосферні резервати затверджуються Міжнародним координаційним радою програми «Людина і біосфера» за заявкою відповідної держави.

## Регіональні мережі
Важливу роль у роботі програми «Людина і біосфера» грають регіональні мережі. Регіональних мереж п'ять. Вони не мають суворих кордонів і ряд держав бере участь у роботі декількох мереж, наприклад, в базі даних програми біосферні резервати Алжиру включені як в ліги арабських держав, так і в регіональну мережу Африки. Біосферні заповідники розподілені по регіональних мережах наступним чином:
| Регіон ЮНЕСКО                                  | Кількість біосферних резерватів | Кількість країн учасниць |
| ---------------------------------------------- | ------------------------------- | ------------------------ |
| Африка                                         | 79                              | 28                       |
| Ліга арабських держав                          | 33                              | 12                       |
| Азія і Тихоокеанський регіон                   | 152                             | 24                       |
| Європа і Північна Америка                      | 292                             | 37                       |
| Латинська Америка і країни Карибського басейну | 130                             | 21                       |

### Всесвітня мережа біосферних резерватів в Африці
Основна стаття: Всесвітня мережа біосферних резерватів в Африці
Африканська мережа була створена на регіональній конференції по кооперації біосферних резерватів в галузі збереження біорізноманіття та сталого розвитку, яка проходила в 1996 році в Дакарі, Сенегал. Наступна зустріч у рамках мережі пройшла в Кейптауні, ПАР, з 10 по 15 вересня 2007 року, остання зустріч відбулася Найробі, Кенія, з 13 по 18 вересня 2010 року. Для збільшення ефективності роботи регіональної мережі було створено чотири тематичних підпроєкти щодо зонування і поліпшення функціонування біосферних заповідників, для зв'язку біосферних заповідників з місцевими адміністраціями, включаючи соціальну і фінансову взаємодію, щодо створення транскордонних міжнародних біосферних заповідників, по логістичній підтримці функціонування заповідників.
|                              |                       |                     |
| Болома-Біжагош, Гвінея-Бісау | Маунт-Муланже, Малаві | Кейп-Уайнлендс, ПАР |

### Всесвітня мережа біосферних резерватів у Лізі арабських держав
Основна стаття: Всесвітня мережа біосферних резерватів у Лізі арабських держав
Арабська мережа біосферних резерватів була офіційно створена в 1997 році на зустрічі в Аммані, Йорданія. Метою створення регіональної мережі є об'єднання зусиль національних комітетів країн Ліги арабських держав з створення біосферних резерватів та проведення спільних досліджень. Учасники мережі сформували координаційну раду. На зустрічах ради також проходять наради експертів і технічних робочих груп. Остання зустріч координаційної ради, пройшла в 2010 році в Лівані на території біосферного резервата Шуф.
|               |                  |            |
| Сокотра, Ємен | Джурджура, Алжир | Шуф, Ліван |

### Всесвітня мережа біосферних резерватів в Азії і Тихоокеанському регіоні
Основна стаття: Всесвітня мережа біосферних резерватів в Азії і Тихоокеанському регіоні
Регіональна мережа біосферних заповідників в Азії і Тихоокеанському регіоні є єдиною мережею, яка в свою чергу розділена на секції:
- Східно — Азійська мережа біосферних заповідників ;
- Південно — Східно — Азійська мережа біосферних заповідників ;
- Тихоокеанська мережа біосферних заповідників ;
- Південно — та Центрально — Азійська мережа біосферних заповідників.

Східно — Азійська мережа біосферних резерватів була утворена в 1994 році і включає такі країни як Північна Корея, Республіка Корея, Китай, Монголія, Японія. У 1998 році до мережі приєдналася Росія. Співробітництво здійснюється 16 біосферними заповідниками, які знаходяться в азійській частині країни. Загальні наради в рамках САМБР проводяться за підтримки Пекінського бюро ЮНЕСКО раз на два роки..
Південно — Східно — Азійська мережа біосферних заповідників була утворена в 1998 році і включає такі країни як Камбоджа, Китай, Індонезія, Японія, Лаос, Малайзія, М'янма, Філіппіни, Таїланд і В'єтнам. Крім того, до нарад часто приєднується Австралія. Мережа працює в рамках регіонального бюро Юнекс у Джакарті.
Тихоокеанська мережа біосферних заповідників була утворена в 2006 році і включає в себе чотири острівних держави у Тихому океані : Федеративні Штати Мікронезії , Кірибаті , Палау і Самоа . Створення тихоокеанської мережі відображає інтереси регіону в повноправну участь у міжнародній мережі біосферних заповідників. В даний час в регіоні створено три біосферних заповідника.
Південно — та Центрально — Азійська мережа біосферних заповідників була утворена в 1998 році і включає такі країни як Бангладеш, Бутан , Індія, Іран, Монголія, Непал, Пакистан і Шрі-Ланка .
|                      |                 |                     |
| Озеро Чині, Малайзія | Кат Ба, В'єтнам | Тонле Сап, Камбоджа |

### Всесвітня мережа біосферних резерватів в Європі та Північній Америці
Основна стаття: Всесвітня мережа біосферних резерватів в Європі та Північній Америці
Європейська мережа біосферних заповідників є найбільшою і найстарішою серед регіональних мереж. Вона включає 34 країн Європи , Канаду та США і представляє 289 біосферних резервати. Зустрічі представників європейської мережі проходять майже кожні два роки з 1986 року.
|                            |                     |                     |
| Ніагара-Ескарпмент, Канада | Пік Європа, Іспанія | Ентлебух, Швейцарія |

### Всесвітня мережа біосферних резерватів в Латинській Америці і країнах Карибського басейну
Основна стаття: Всесвітня мережа біосферних резерватів в Європі та Північній Америці
Латиноамериканська регіональна мережа покликана посилити діяльність програми в країнах Латинської Америки і Карибського басейну, а також Іспанії та Португалії допомогою консолідації зусиль національних комітетів у сфері співпраці та створення нових біосферних заповідників. 14-а нарада регіональної мережі пройшло разом з першою латиноамериканською конференцією з 9 по 14 листопада 2010 року в Пуер-Морелос, Мексика.
|                     |                           |                         |
| Sian Ka´an, Мексика | La Campana-Pecuelas, Чилі | Paraná Delta, Аргентина |

## Біосферні резервати за країнами
Список країн на території яких розташовані біосферні резервати, їх кількість станом на 2013 рік.
| Країна                        | Кількість біосферніх резерватів | Регіон                 |
| ----------------------------- | ------------------------------- | ---------------------- |
| Австралія                     | 14                              | Азія і ТО              |
| Австрія                       | 7                               | Європа і ПА            |
| Алжир                         | 6                               | Ліга арабських держав  |
| Аргентина                     | 13                              | Латинська Америка і КБ |
| Білорусь                      | 3                               | Європа і ПА            |
| Бенін                         | 2                               | Африка                 |
| Болгарія                      | 16                              | Європа і ПА            |
| Болівія                       | 3                               | Латинська Америка і КБ |
| Бразилія                      | 6                               | Латинська Америка і КБ |
| Буркіна-Фасо                  | 2                               | Африка                 |
| Велика Британія               | 5                               | Європа і ПА            |
| Угорщина                      | 6                               | Європа і ПА            |
| Венесуела                     | 2                               | Латинська Америка і КБ |
| В'єтнам                       | 8                               | Азія і ТО              |
| Габон                         | 1                               | Африка                 |
| Гана                          | 2                               | Африка                 |
| Гватемала                     | 3                               | Латинська Америка і КБ |
| Гвінея                        | 4                               | Африка                 |
| Гвінея-Бісау                  | 1                               | Африка                 |
| Німеччина                     | 15                              | Європа і ПА            |
| Гондурас                      | 2                               | Латинська Америка і КБ |
| Греція                        | 2                               | Європа і ПА            |
| Данія                         | 1                               | Європа і ПА            |
| Домініканська Республіка      | 1                               | Латинська Америка і КБ |
| Єгипет                        | 2                               | Ліга арабських держав  |
| Ізраїль                       | 2                               | Європа і ПА            |
| Індія                         | 9                               | Азія і ТО              |
| Індонезія                     | 9                               | Азія і ТО              |
| Йорданія                      | 2                               | Ліга арабських держав  |
| Іран                          | 10                              | Азія і ТО              |
| Ірландія                      | 2                               | Європа і ПА            |
| Іспанія                       | 45                              | Європа і ПА            |
| Італія                        | 9                               | Європа і ПА            |
| Ємен                          | 2                               | Ліга арабських держав  |
| Камбоджа                      | 1                               | Азія і ТО              |
| Камерун                       | 3                               | Африка                 |
| Канада                        | 16                              | Європа і ПА            |
| Катар                         | 1                               | Ліга арабських держав  |
| Кенія                         | 6                               | Африка                 |
| Киргизстан                    | 2                               | Азія і ТО              |
| Китай                         | 32                              | Азія і ТО              |
| Колумбія                      | 5                               | Латинська Америка і КБ |
| Республіка Конго              | 2                               | Африка                 |
| Демократична Республіка Конго | 3                               | Африка                 |
| Північна Корея                | 3                               | Азія і ТО              |
| Республіка Корея              | 5                               | Азія і ТО              |
| Коста-Рика                    | 3                               | Латинська Америка і КБ |
| Кот-д'Івуар                   | 2                               | Африка                 |
| Куба                          | 6                               | Латинська Америка і КБ |
| Латвія                        | 1                               | Європа і ПА            |
| Ліван                         | 3                               | Ліга арабських держав  |
| Маврикій                      | 1                               | Африка                 |
| Мадагаскар                    | 3                               | Африка                 |
| Малаві                        | 2                               | Африка                 |
| Малайзія                      | 1                               | Азія і ТО              |
| Малі                          | 1                               | Африка                 |
| Марокко                       | 3                               | Ліга арабських держав  |
| Мексика                       | 41                              | Латинська Америка і КБ |
| Мікронезія                    | 2                               | Азія і ТО              |
| Монголія                      | 6                               | Азія і ТО              |
| Нігер                         | 2                               | Африка                 |
| Нігерія                       | 1                               | Африка                 |
| Нідерланди                    | 1                               | Європа і ПА            |
| Нікарагуа                     | 3                               | Латинська Америка і КБ |
| ОАЕ                           | 1                               | Ліга арабських держав  |
| Пакистан                      | 2                               | Азія і ТО              |
| Палау                         | 1                               | Азія і ТО              |
| Панама                        | 2                               | Латинська Америка і КБ |
| Парагвай                      | 2                               | Латинська Америка і КБ |
| Перу                          | 4                               | Латинська Америка і КБ |
| Польща                        | 10                              | Європа і ПА            |
| Португалія                    | 7                               | Європа і ПА            |
| Росія                         | 41                              | Європа і ПА            |
| Румунія                       | 3                               | Європа і ПА            |
| Руанда                        | 1                               | Африка                 |
| Сальвадор                     | 3                               | Латинська Америка і КБ |
| Сенегал                       | 5                               | Африка                 |
| Сербія                        | 1                               | Європа і ПА            |
| Сирія                         | 1                               | Ліга арабських держав  |
| Словаччина                    | 4                               | Європа і ПА            |
| Словенія                      | 3                               | Європа і ПА            |
| Судан                         | 2                               | Ліга арабських держав  |
| США                           | 47                              | Європа і ПА            |
| Таїланд                       | 4                               | Азія і ТО              |
| Танзанія                      | 3                               | Африка                 |
| Туніс                         | 4                               | Ліга арабських держав  |
| Туркменістан                  | 1                               | Азія і ТО              |
| Туреччина                     | 1                               | Європа і ПА            |
| Уганда                        | 1                               | Африка                 |
| Узбекистан                    | 1                               | Азія і ТО              |
| Україна                       | 8                               | Європа і ПА            |
| Уругвай                       | 1                               | Латинська Америка і КБ |
| Філіппіни                     | 2                               | Азія і ТО              |
| Фінляндія                     | 2                               | Європа і ПА            |
| Франція                       | 13                              | Європа і ПА            |
| Хорватія                      | 2                               | Європа і ПА            |
| ЦАР                           | 2                               | Африка                 |
| Чорногорія                    | 1                               | Європа і ПА            |
| Чехія                         | 6                               | Європа і ПА            |
| Чилі                          | 10                              | Латинська Америка і КБ |
| Швейцарія                     | 2                               | Європа і ПА            |
| Швеція                        | 5                               | Європа і ПА            |
| Шрі-Ланка                     | 4                               | Азія і ТО              |
| Еквадор                       | 5                               | Латинська Америка і КБ |
| Естонія                       | 1                               | Європа і ПА            |
| ПАР                           | 6                               | Африка                 |
| Японія                        | 5                               | Азія і ТО              |
| Казахстан                     | 2                               | Азія і ТО              |
| Ефіопія                       | 3                               | Африка                 |
| Мавританія                    | 1                               | Африка                 |
| Сан-Томе і Принсіпі           | 1                               | Африка                 |
| Того                          | 1                               | Африка                 |
| Зімбабве                      | 1                               | Африка                 |
| Мальдіви                      | 1                               | Азія і ТО              |
| Литва                         | 1                               | Європа і ПА            |
| Гаїті                         | 1                               | Латинська Америка і КБ |
| Сент-Кіттс і Невіс            | 1                               | Латинська Америка і КБ |

1. ↑  Транснаціональні резервати рахуються кілька разів.

## Транскордонні біосферні резервати
Станом на листопад 2012 року у світову мережу біосферних заповідників входять 12 транскордонні резервати з 21 країни світу.
| Країни                       | Біосферний резерват                      | Рік створення |
| ---------------------------- | ---------------------------------------- | ------------- |
| Білорусь/Україна/Польща      | West Polesie                             | 2012          |
| Хорватія/Угорщина            | Mura Drava Danube                        | 2012          |
| Марокко/Іспанія              | Intercontinental BR of the Mediterranean | 2006          |
| Чехія/Польща                 | Krkokonose/Karkonosze                    | 1992          |
| Сальвадор/Гватемала/Гондурас | Trifinio Fraternidad                     | 2011          |
| Франція/Німеччина            | Vosges du Nord / Pfälzerwald             | 2008          |
| Польща/Словаччина            | Tatra                                    | 1992          |
| Польща/Словаччина/Україна    | East Carpathians                         | 1998          |
| Румунія/Україна              | Danube Delta                             | 1998          |
| Бенін/Буркіна-Фасо/Нігер     | W Region                                 | 2002          |
| Мавританія/Сенегал           | Delta du Fleuve Sénégal                  | 2005          |
| Португалія/Іспанія           | Geres — Xures                            | 2009          |